# Ángel Ugarte
Ángel Ugarte fue un político peruano. 
En los años 1830, fue agente fiscal de la provincia de Quispicanchi.
Fue diputado de la República del Perú por la provincia del Cusco entre 1845 y 1848 durante el primer gobierno de Ramón Castilla. Luego fue elegido senador por el departamento del Cusco en 1853 durante la presidencia de José Rufino Echenique. 
En 1860 fue elegido miembro del Congreso Constituyente de 1860 por el Departamento del Cusco que expidió la Constitución de 1860, la que tuvo un mayor tiempo de vigencia. En dicho congreso formó parte de la Comisión de Constitución que se encargó de elaborar el proyecto del texto constitucional rescatando los artículos que se podían conservar de la Constitución de 1856. Luego fue elegido senador para el Congreso Ordinario de 1860 que estuvo en mandato hasta 1863 y fue elegido nuevamente en 1864.